# Ewakuacja z bazy Karin
Ewakuacja z bazy Karin – przeprowadzona w styczniu 1993 w trakcie wojny w Jugosławii operacja uratowania żołnierzy francuskich przez żołnierzy czechosłowackich działających w ramach misji UNPROFOR.

## Przebieg

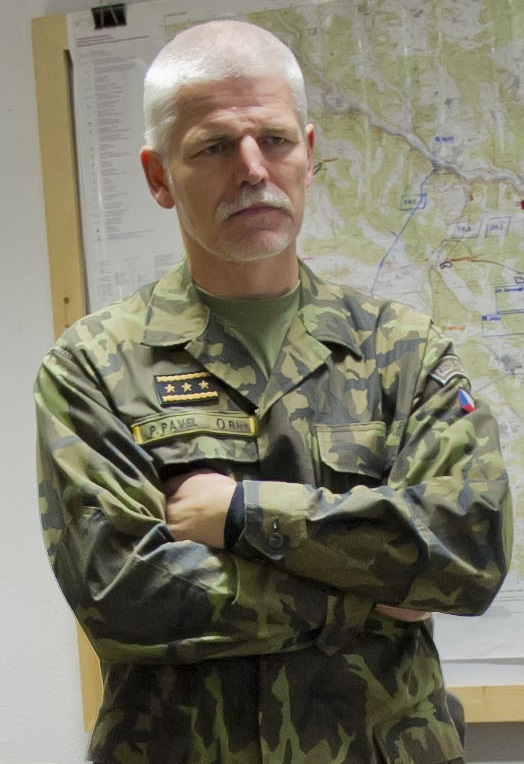
Petr Pavel (2013)

Na przełomie 1992/1993 francuska baza wojskowa w Karinie, gdzie przebywało 55 żołnierzy, znalazła się pod ostrzałem moździerzowym z chorwackiej strony frontu. Nie mogła zostać wsparta przez pozostałe siły francuskie, ponieważ łączący je wcześniej most został zniszczony. W efekcie mogła im pomóc jedynie oddalona o 30 km czechosłowacka jednostka misji UNPROFOR stacjonująca w okolicach Jezior Plitwickich. Do bazy w Karinie wysłano 29 żołnierzy i 2 transportery SKOT. Przebycie dzielącego je odcinka trwało dwie godziny. Przejazd utrudniały powalone drzewa, które trzeba było usunąć mimo trwającego ostrzału. Według relacji dowodzącego operacją ppłk. Petra Pavla, serbskie oddziały „Tygrysów Arkana” Željka Ražnatovića wykorzystywały Czechów i Słowaków jako żywe tarcze przed ostrzałem chorwackim. Serbowie próbowali ich także nakierować na pola minowe.
Po przybyciu transporterów do bazy, francuski dowódca Eric Zanolini zarządził ewakuację swoich żołnierzy. Znajdowali się oni w czterech lokalizacjach, po 10–15 osób każda. Dwóch Francuzów było już wówczas martwych, a kilku rannych. Baza była bombardowana zarówno z chorwackiej, jak i serbskiej strony frontu. Pavel musiał wynegocjować warunki odwrotu z serbskim dowódcą. Po uzyskaniu jego zgody na przejście, ogień otworzyła artyleria chorwacka. Udało się go wstrzymać dzięki interwencji francuskiego oficera łącznikowego oddelegowanego do chorwackiego sztabu. Ewakuacja w bezpieczne miejsce przebiegła pomyślnie.
W 1993 minister obrony Francji odznaczył czterech czechosłowackich żołnierzy Krzyżem Waleczności Wojskowej: ppłk. Petra Pavla, mjr. Karla Klinovskiego, mjr. Stanislava Zaplatílka i ppłk. Pavla Jirkovskiego. Był to największy sukces czechosłowackiej armii w ramach misji UNPROFOR. Operacja szczególną rozpoznawalność przyniosła Petrovi Pavlovi, który w 2012 został nadto wyróżniony najwyższym francuskim odznaczeniem – Legią Honorową.